# Escalerina serraticornis
Escalerina serraticornis is een keversoort uit de familie withaarkevers (Dascillidae). De wetenschappelijke naam van de soort is voor het eerst geldig gepubliceerd in 1972 door Paulus.